# Bhagat Singh
Pour les articles homonymes, voir Singh.
Ne doit pas être confondu avec Bhagat Singh Thind.
Bhagat Singh (en gurmukhî : ਭਗਤ ਸਿੰਘ) (né le 27 septembre 1907 et mort le 23 mars 1931) était un combattant nationaliste indien. Considéré comme un martyr de la cause indépendantiste, il est souvent appelé Shaheed Bhagat Singh (le mot shaheed signifiant "martyr"). 
Il est également réputé avoir été l’un des premiers marxistes en Inde, et ce, notamment par le Parti communiste indien. Il est également l’un des fondateurs de l’Hindustan Socialist Republican Association. 
Bhagat Singh a été pendu par les Britanniques. Son corps a été brûlé dans le village d’Hussainiwala sur les bords du fleuve Sutlej dans l’État du Penjab.

## Enfance
Bhagat Singh est né dans une famille sikh à Banga dans le district penjabi de Layalpur (aujourd'hui au Pakistan). Il était le troisième fils de Sardar Kishan Singh et de Vidyavati. La famille Singh était activement impliquée dans la lutte pour la liberté. En effet, le père et l'oncle de Bhagat (Ajit Singh) étaient membres du Ghadr Party, fondé aux États-Unis afin d'évincer la loi britannique. L'atmosphère familiale a donc fortement influencé le jeune Bhagat.
Alors qu'il étudiait à la D.A.V. School de Lahore en 1916, il entra en contact avec des leaders politiques connus tels que Lala Lajpat Rai ou Ras Bihari Bose. Le Punjab était très tendu politiquement à cette époque. 
En 1919, Bhagat, alors âgé de 12 ans, fut profondément traumatisé par le massacre de Jalianwala Bagh. Le jour suivant le massacre, il conserva un peu de terre de Jalianwala Bagh qu'il garda en souvenir toute sa vie durant. Cet épisode renforça sa détermination de chasser les Britanniques hors de l'Inde.

## La rupture avec le Mouvement de non-coopération de Gandhi
En réponse à l'appel de Mahatmah Gandhi pour la non-coopération en 1921, Bhagat Singh quitta l'école et participa activement au mouvement. En 1922, quand Gandhi suspendit ce dernier contre la violence à Chauri-chaura à Gorakhpur, Bhagat fut grandement déçu. Sa foi en la non-violence s'affaiblit et il conclut que la révolution armée était la seule façon de gagner l'indépendance. Il rejoignit le National College de Lahore, fondé par Lala Lajpat Rai, afin de poursuivre ses études. C'est là qu'il fit la connaissance de révolutionnaires tels que Bhagwati Charan, Sukhdev et autres.
Afin d'éviter le mariage, Bhagat Singh s'enfuit de chez lui pour Kanpur où il entra en contact avec un révolutionnaire nommé Ganesh Shankar Vidyarthi et eut ses premières leçons sur la révolution. Mais apprenant que sa grand-mère était malade, il rentra chez lui et poursuivit ses activités de son village. 
À Lahore, il forma la Naujavan Bharat Sabha, et commença à diffuser son message de révolution dans le Punjab. En 1928, il entra en contact avec Chandrasekhar Azad à Delhi avec qui il forma l'Hindustan Samajvadi Prajatantra Sangha dont le but était d'établir une république en Inde par une révolution.

## L'attentat

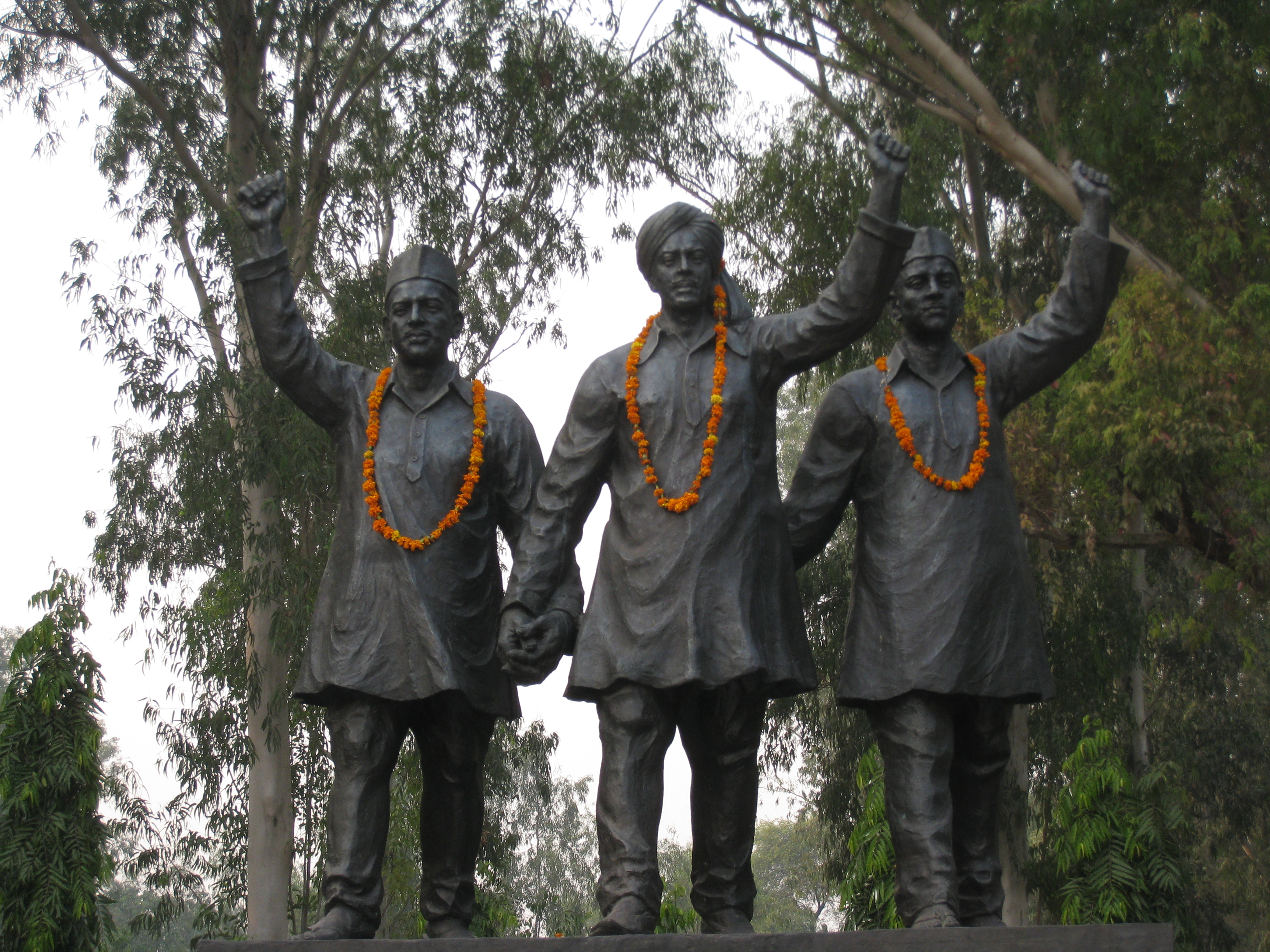
Statues de Bhagat Singh, Rajguru et Sukhdev à la frontière entre l'Inde et le Pakistan, près de Hussainiwala

En février 1928, un comité anglais du nom de Commission Simon vint en Inde. Le but de cette visite était de décider la quantité de liberté et de responsabilité qui pourrait être accordée au peuple. Mais il n'y avait aucun Indien au sein du comité. En représailles, les Indiens décidèrent de boycotter la commission. Au cours d'une manifestation contre cette dernière à Lahore, la police frappa Lala Lajpat Rai, qui mourut dix-huit jours plus tard d'une crise cardiaque que ses partisans disaient être une suite des coups qu'il avait reçus. Bhagat Singh fut déterminé de venger sa mort en abattant l'officier britannique responsable du meurtre : le Deputy Inspector General Scott. Mais il tira sur l'Assistant Superintendent Saunders, le prenant par erreur pour Scott. Bhagat Singh dut s'enfuir de Lahore pour éviter la peine de mort.
Le gouvernement accorda plus de pouvoir à la police, grâce au Defence of India Act, dans le but de stopper les manifestations séditieuses. Cet acte manqua de passer à l'Assemblée législative centrale d'une voix. Malgré tout, il devait passer sous la forme d'une ordonnance "dans l'intérêt du public". Bhagat, qui était caché dans l'assistance se porta volontaire pour lancer une bombe à l'Assemblée. Il prit soin de ne causer aucune mort ni blessure car le but était d'attirer l'attention du Gouvernement. Bhagat Singh et Batukeshwar Dutt furent arrêtés en ne fuyant pas délibérément. Au cours de son procès, Bhagat refusa tout conseil de défense. Lui et Dutt furent condamnés à la prison à vie.

## Condamnation et prison

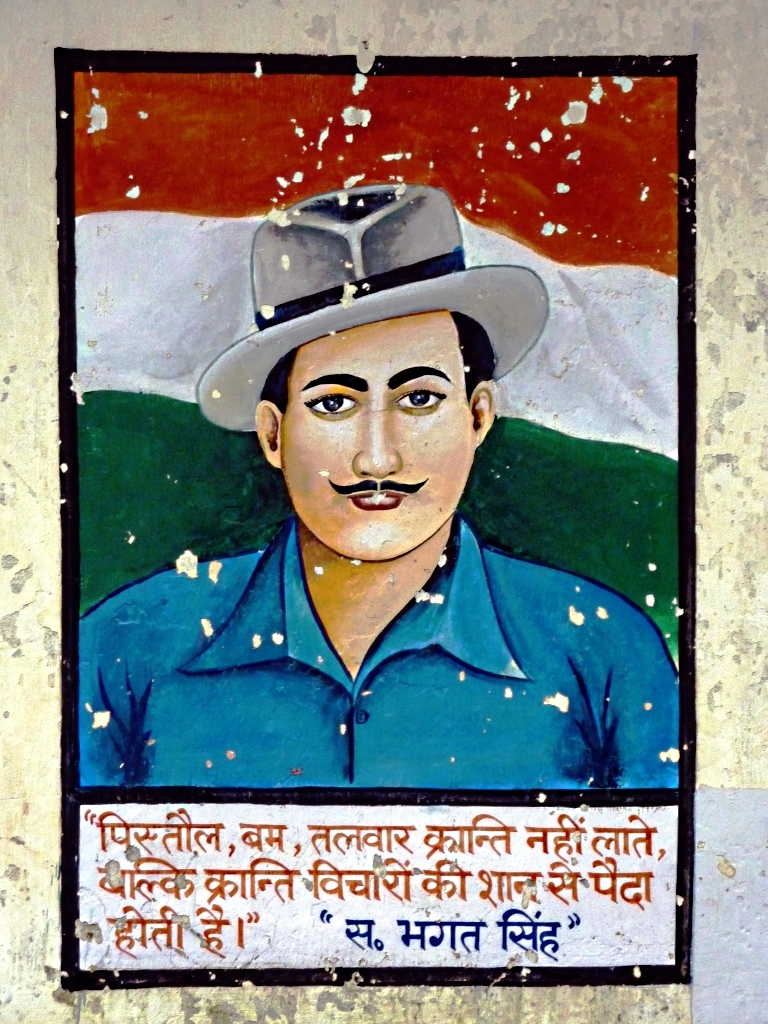
Peinture murale de Bhagat Singh. Rewalsar, Inde. 2010

## Pensée et opinions politiques

### Communisme
Singh considérait Kartar Singh Sarabha, membre fondateur du parti Ghadar, comme son héros. Bhagat a également été inspiré par Bhai Parmanand, un autre membre fondateur du parti Ghadar. Singh était attiré par l'anarchisme et le communisme. Il suivait avec avidité les enseignements de Mikhail Bakunin et avait également lu Karl Marx, Vladimir Lénine et Léon Trotsky.  Dans son dernier testament, adressé aux "jeunes travailleurs politiques", il déclare que son idéal est la "reconstruction sociale sur une base nouvelle, c'est-à-dire marxiste". Singh ne croyait pas à l'idéologie gandhienne - qui préconisait le Satyagraha et d'autres formes de résistance non violente - car il pensait que ce type d'actions politiques pourrait au mieux remplacer un groupe d'exploiteurs par un autre.

### Anarchisme
De mai à septembre 1928, Singh publie une série d'articles sur l'anarchisme dans le journal Kirti. Il craignait que le public n'ait mal compris le concept d'anarchisme, écrivant que : "Les gens ont peur du mot anarchisme. Le mot anarchisme a été tellement abusé que même en Inde, les révolutionnaires ont été qualifiés d'anarchistes pour les rendre impopulaires." Citant Proudhon, Bakounine et Kropotkine, il a précisé que l'anarchisme fait référence à l'absence d'un dirigeant et à l'abolition de l'État, et non à l'absence d'ordre social. Il a poursuivi en disant: "Je pense qu'en Inde, l'idée de la fraternité universelle, la phrase sanskrite vasudhaiva kutumbakam (le monde est une famille), a le même sens." Il explique pourquoi il est tant intéressé par l'anarchie en faisant référence au mouvement d'indépendance qu'elle préconise :
Le but de l'anarchisme est l'indépendance totale, grâce à laquelle plus personne ne sera obsédé par Dieu ou la religion, et plus personne ne sera fou d'argent ou d'autres désirs mondains. Il n'y aura plus de chaînes sur les corps ni de contrôle par l'État. Cela signifie que les anarchistes veulent éliminer l'Église, Dieu et la religion, l’État et la propriété privée.

## Popularité

### Cinéma
Plusieurs films se sont emparés de la vie de Singh. Le premier, longtemps ignoré, fut Shaheed-e-Azad Bhagat Singh (1954), suivi de Shaheed Bhagat Singh (1963), avec Shammi Kapoor interprétant Bhagat Singh. Deux ans plus tard, Manoj Kumar repris le rôle dans Shaheed (hi). En 2002, trois films sortirent, mais ne connurent pas le succès escompté : Shaheed-E-Azam, 23 mars 1931 : Shaheed et The Legend of Bhagat Singh. En 2006, le film Rang De Basanti dépeint les parallèles entre les révolutionnaires contemporains de Bhagat Singh et la jeunesse indienne moderne.

### Théâtre
Bhagat Singh a été l'inspiration d'un grand nombre de pièces de théâtre se jouant en Inde et au Pakistan, et qui continuent d'attirer les foules,,.

### Divers
- En 1968, un timbre postal est sorti en Inde à l'occasion du 61e anniversaire de la naissance de Singh[11]. En septembre 2006, le gouvernement indien décida de sortir des pièces de monnaie en sa mémoire.
- L'anniversaire de la mort de Bhagat Singh, ainsi que Sukhdev Thapar and Shivaram Rajguru, le 23 mars 1931 a été déclaré Jour des martyrs en Inde.

## Œuvres
- Pourquoi je suis athée, 1930, L’Asymétrie, 2016, 128 pages.
- Sous le travail, l’activité, L’Asymétrie, 2016, 96 pages.